# 院本
院本，中國古代一種戲曲腳本，源自北宋雜劇，12世紀時流行於金國境內，入元朝後逐漸衰微。院本劇目有數百種，結構一般分4段，角色有副淨、副末、引戲、末泥和孤裝5種，大多情節簡單、內容滑稽，反覆使用同一支曲。部份院本兼有歌舞。也有少數院本其實不是戲劇，乃屬說唱文學。

## 起源
金院本由北宋雜劇演變而來。金宣宗貞祐二年（1214年），金遷都南京（汴京），宋金「雜劇」改稱為「院本」。院本結構、角色沿襲自雜劇，許多劇目亦和宋雜劇一樣，如《燒花新水》、《熙州駱駝》、《病鄭逍遙樂》等，女真人愛好歌舞，助長金院本的盛行。蒙元時人們革新戲曲，形成新的文體元雜劇，少數人仍創作院本，如屈彥英有院本《一百二十行》及《看錢奴》。「院本」一名來自「行院」，即藝人和妓女的居所，他們演唱的腳本就叫院本；也有學者認為，院本一名來自北宋時宮中編寫劇本的舍人院。許多院本題目有「爨」字，如《人參腦子爨》。有學者認為「爨」就是院本的別名，也有學者認為「爨」是指以跳、踏動作為主的舞蹈。

## 內容
據元代陶宗儀《輟耕錄》的記載，金、元院本劇目共約有690種。院本體例，有對白有唱曲，和宋雜劇一樣，院本一般分4段，第一段稱「艷段」。院本大多情節簡單，內容滑稽，部份取材於歷史事件和唐傳奇中的愛情故事，如《蘇武和番》、《雪詩打樊噲》；亦有院本以祝頌、慶祝為主題；爨體院本則是以末泥為主要角色的歌舞劇。院本仍未算是成熟的戲曲，當中歌詞仍未全屬代言體，有些只為提供餘慶，並非情節一部份。一些院本甚至不算戲劇，僅以說唱為主：有的解說經書，如《講道德經》、《論語謁食》等；有的敷演《千字文》，如《變龍千字文》。

## 演出
院本角色主要有5種：副淨、副末、引戲（又叫捷譏）、末泥和孤裝，與元雜劇不同，各種角色都可唱曲。副淨是詼諧滑稽的角色，在劇中常常被副末所打；末泥則是比較正經嚴肅的角色。在城內，院本由教坊和樂戶演出，在鄉村則由小型劇團「散樂」巡迴演出，在寺廟或大族家中搭建舞台。一部院本，通常只用一支樂曲，在劇中反覆使用，所用樂曲，可考的以詞調最多，其次是大曲，再其次是法曲；大曲又叫「曲破」，是古樂舞曲。用詞調者可考的有37本，如《四皓逍遙樂》、《春從天上來》、《滿朝歡》；用大曲的有16本，如《列良瀛府》、《賀貼萬年歡》、《進奉伊州》；用法曲的有7本，如《月明法曲》、《燒香法曲》。和宋雜劇比較，院本用詞調和法曲較多，用古舊的大曲較少，或反映了曲調上院本比宋雜劇更開放和新穎。

## 存佚
金、元院本無一留存至今。明代院本仍然通行，明初劉東生雜劇《嬌紅記》有6處插演舊有的院本，朱有燉雜劇《呂洞賓花月會神仙》中也插演院本《長壽仙獻香添壽》，朱有燉自己也續作了一段，但兩部雜劇腳本都沒有引錄院本原文。明朝宮中仍演出院本，明中葉李開先所作戲曲《園林午夢》及《打啞禪》都題為院本，留存至今，《園林午夢》亦被稱作雜劇，內容極短，講述《西廂記》的崔鶯鶯與《繡襦記》的李亞仙二人互相譏諷。